# Nguyễn Minh Triết
Nguyễn Minh Triết (født 8. oktober 1942 i Bến Cát-distriktet, Bình Dương-provinsen i Sydvietnam) var præsident i Vietnam fra 2006 til 2011. Han er medlem af Det kommunistiske parti i Vietnam. 
i 1960 studerede Nguyễn Minh Triết matematik ved universitetet i Saigon under den syd vietnamesiske regering. Her begyndte han at deltage i elevbevægelsen,  mod Ngo Dinh Diem's regeringen. Senere i 1965 blev Nguyễn Minh Triết medlem af Det kommunistiske parti i Vietnam i det sydlige Vietnam under Vietnamkrigen der involverede USA.
Han har et bredt flertal med sig i befolkningen og har lavet forbedringer ved Vietnam. Han har fortsat den socialistisk orienterede markedsøkonomi og altså åbnet mere op for fri handel, men under statens kontrol. Diplomatisk har han fastholdt Vietnams gode forhold til Kina, Rusland, Nordkorea, Cuba og Venezuela men også til USA og en række EU-lande. USA's tidligere præsident Bush blev modtaget i 2006 på et besøg til Vietnam.